# Larry Wilson (giocatore di football americano)
Larry Frank Wilson (Rigby, 24 marzo 1938 – Scottsdale, 17 settembre 2020) è stato un giocatore di football americano statunitense che ha militato nel ruolo di free safety per tutta la carriera con i St. Louis Cardinals della National Football League (NFL). Al college ha giocato a football all’Università dello Utah. È stato inserito nella Pro Football Hall of Fame nel 1978.

## Carriera professionistica
Malgrado la sua abilità, Wilson non fu scelto che nell'ottavo giro del Draft NFL 1960 dai Chicago Cardinals. Il draft si tenne nel novembre del 1959 e la franchigia si trasferì a St. Louis prima dell'inizio della stagione 1960. In origine un cornerback, Wilson fu spostato nel ruolo di free safety, con cui trovò posto nella squadra.
Il tipo di difesa chiamato oggi "wildcat" (il soprannome di Wilson), nacque dall'impiego proprio di una free safety utilizzata nel portare pressione sul quarterback, una novità assoluta all'epoca.
Wilson fu inserito otto volte nella formazione ideale della stagione All-Pro e fu convocato per altrettanti Pro Bowl. Nel corso della stagione 1966 egli mise a segno almeno un intercetto per sette gare consecutive, terminando con 10 totali, il massimo della lega. La sua carriera terminò con 52 intercetti (tuttora il primato della franchigia dei Cardinals) ritornati per 800 yard e 5 touchdown.

## Palmarès
- (8) Pro Bowl (1962, 1963, 1965, 1966, 1967, 1968, 1969, 1970)
- (8) All-Pro (1963, 1965, 1966, 1967, 1968, 1969, 1970, 1971)
- Difensore dell'anno della NFL secondo la NEA (1966)
- Leader della NFL in intercetti (1966)
- Formazione ideale della NFL degli anni 1960
- Formazione ideale della NFL degli anni 1970
- Formazione ideale del 75º anniversario della National Football League
- Formazione ideale del 100º anniversario della National Football League
- Numero 8 ritirato dagli Arizona Cardinals
- Pro Football Hall of Fame

## Statistiche
| Partite totali | 169 |
| Intercetti     | 52  |